# يوسف شويري
يوسف شويري (9 سبتمبر 1939 - 3 أبريل 2005)، ممثل سوري.
بدأ مسيرته وهو لايزال بالمدرسة، عندما قدم مع رفاقه مسرحية (أرض من جهنم)، ثم شكل فرقة هاوية مع أصدقائه مما دفع الفنان محمود جبر إلى ضمهم إلى فرقة (النادي الفني) أواسط الخمسينيات . وفي نهاية الخمسينيات كان هناك أنشطة مسرحية تقدمها الأندية الفنية المنتشرة بكثرة في مدينة دمشق مثل (المسرح الحر)، والنادي الفني الذي انتسب إليه شويري. متزوج من الممثلة أنطوانيت نجيب.

## الوفاة
توفي في 3 أبريل 2005 بدمشق، بسوريا بعد صراع مع المرض.

## وصلات خارجية
- يوسف شويري على موقع قاعدة بيانات الأفلام العربية